# Rabat (vêtement)
Pour les articles homonymes, voir Rabat (homonymie).

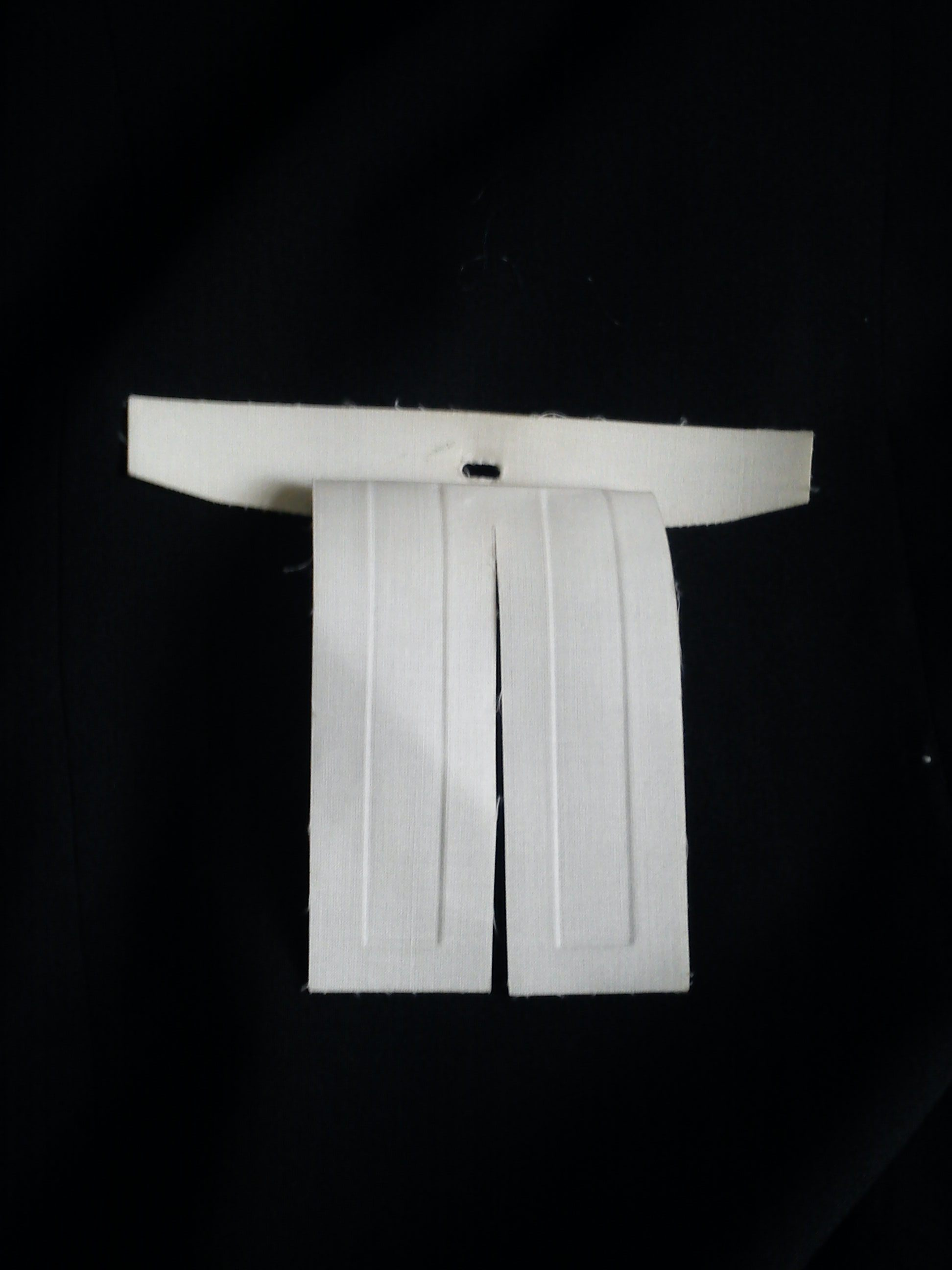
Un rabat blanc.

Le rabat est une double pièce de tissu, généralement amidonnée et de couleur blanche, placée sous le col, qui descend sur le devant du vêtement.

## Histoire
Le rabat fait partie de la paramentique catholique, notamment dans le clergé français du XVIIe au XXe siècle (le rabat peut alors être noir), et laisse petit à petit la place au col romain. Les frères des écoles chrétiennes le gardent dans leur tenue traditionnelle. Le rabat est aussi utilisé par certaines branches du protestantisme : les ministres du culte luthérien, réformé et anglican portent traditionnellement un rabat blanc sur leur robe pastorale. Cette tenue souligne le statut d'enseignant du pasteur, qui est un bibliste et non pas un prêtre.
Le col à rabat blanc a également été porté par des laïcs, en particulier au XVIIe siècle. Il est encore aujourd'hui utilisé dans certains pays par les avocats et les magistrats.

## Galerie

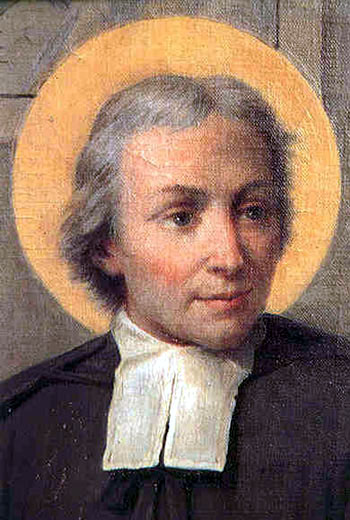
Jean-Baptiste de La Salle portant un rabat blanc sur sa soutane.
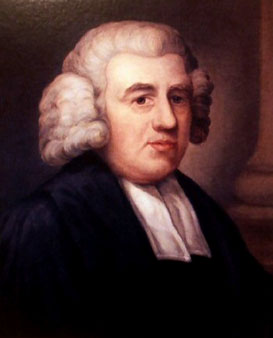
Le pasteur anglican John Newton.
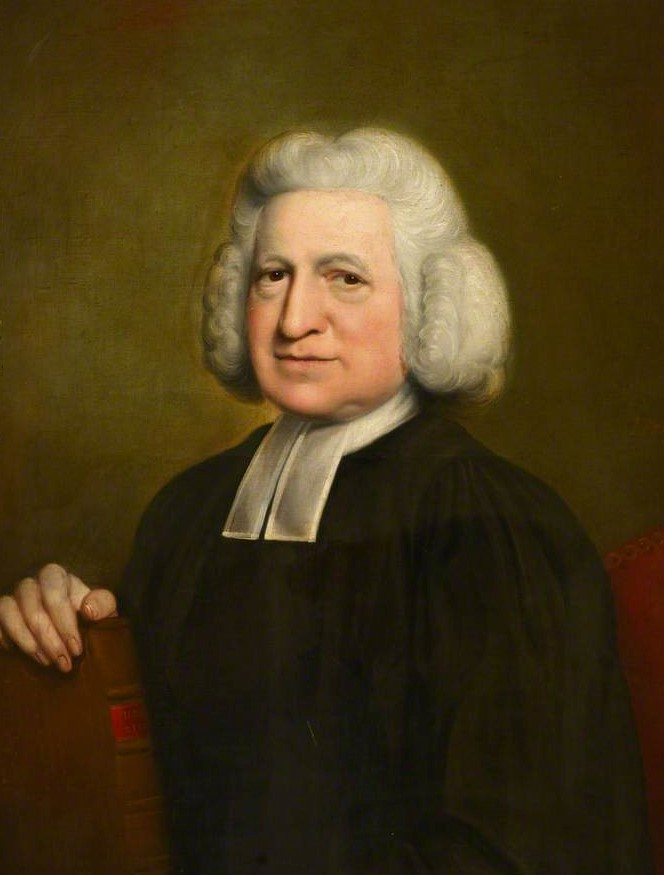
Le pasteur méthodiste Charles Wesley.
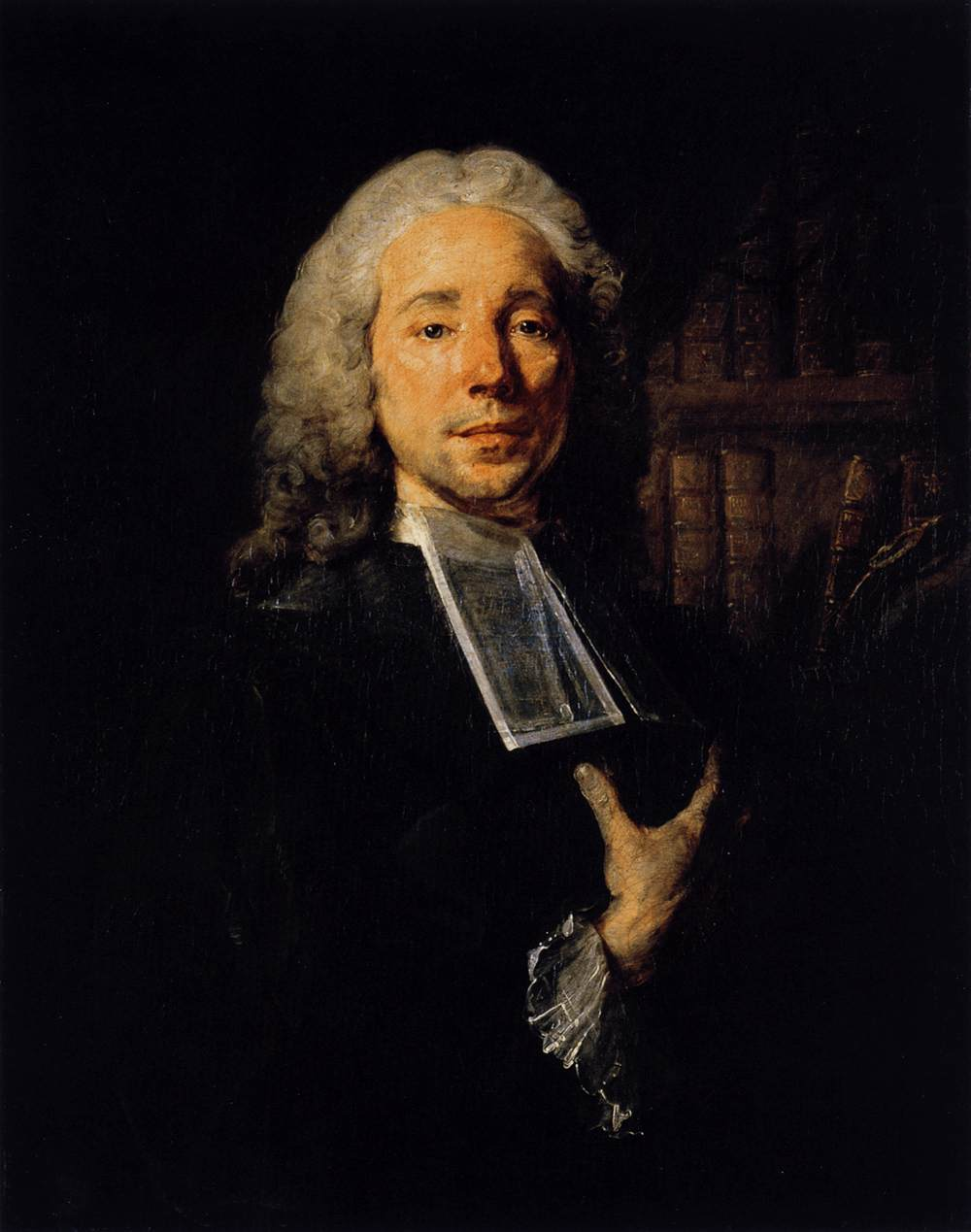
Le juriste Daniel Jousse, par Jean-Baptiste Perronneau, 1765-1767.
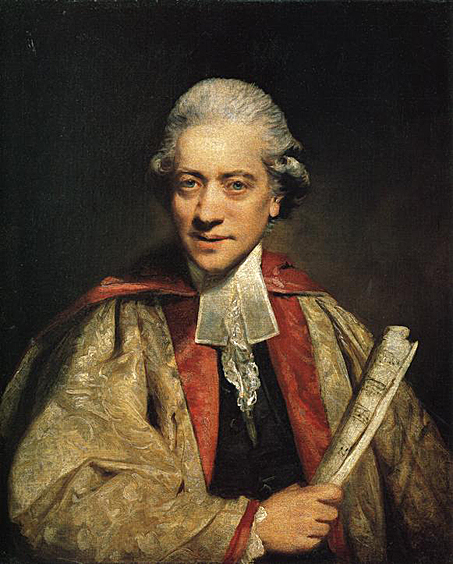
Le musicologue Charles Burney, par Joshua Reynolds, 1781.
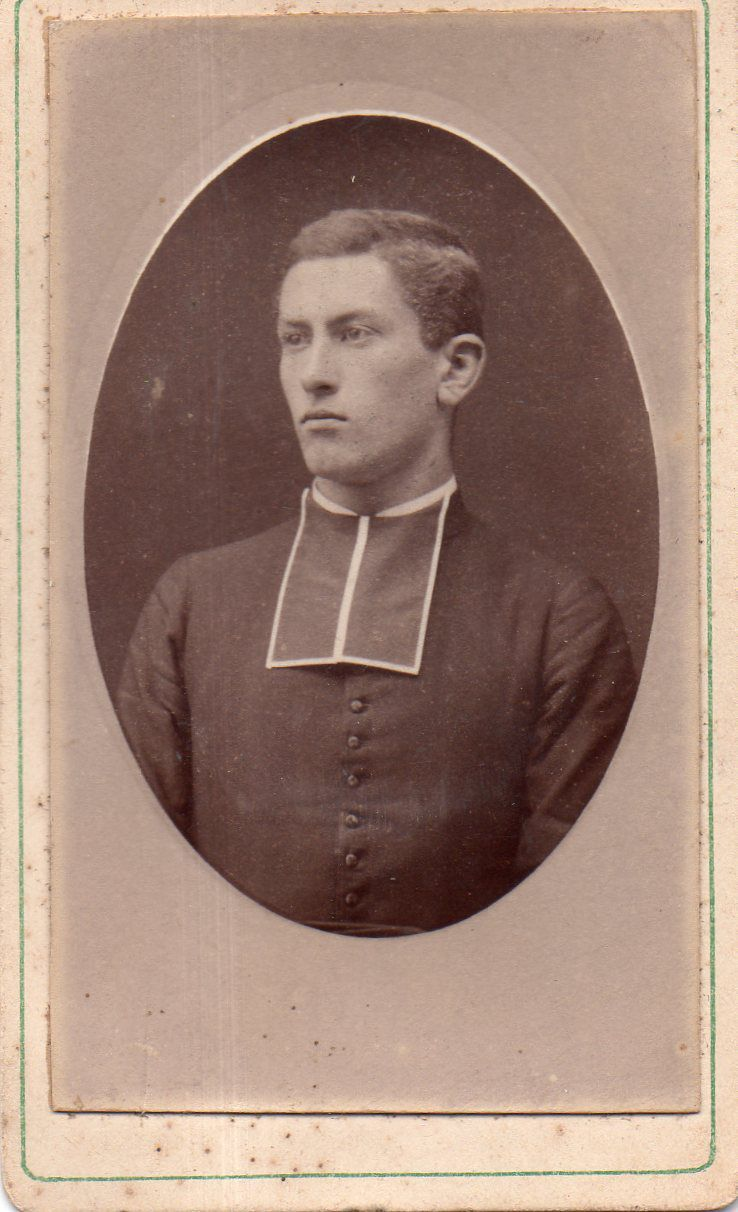
Jeune prêtre catholique français portant un col à rabat noir, vers 1880.